# シュミット式望遠鏡

光路図

シュミット式望遠鏡の光路図。実際に星に向けた状況をイメージしやすい角度になっている図。「PHOTOGRAPHICS FILM」と書いてある位置に、フィルム（やCCDやCMOSセンサなど）を配置する。

シュミット式望遠鏡の補正レンズ（補正板）の断面の形状

シュミット式望遠鏡（シュミットしきぼうえんきょう、英: Schmidt telescope）とは、反射屈折望遠鏡の一形式であり、主鏡は球面鏡で、絞りを球心位置に置いて非点収差とコマ収差を除去、（筒の先端側に）四次関数で表される非球面の薄いレンズを置いて球面収差を除去し、収差がほとんどないもののこと。「シュミットカメラ　Schmidt camera」とも。 
この望遠鏡は、基本的に、焦点の位置（右の光路図では赤い線の位置）に写真乾板、フィルム、CCD、CMOSセンサ 等々を配置して使用するものである（何を配置するかは時代とともに変化してきた）。なお、像面は主鏡の球心と同一位置に球心を持つ凸球面になる像面湾曲があるため、写真乾板やフィルムは湾曲させなければならない。
スチグマートなので（得られる像が）極めてシャープである。明るく広い写野を得られ、中心部から周辺部までかっちりピントが合う。1988年時点で吉田正太郎は「微光天体の掃天に必要不可欠で、天体観測における世紀の大発明」と評している。
鏡筒は焦点距離の約2倍の長さになってしまうため、かなり大きめの架台が必要になる。また補正板(補正レンズ）の口径が大きくなってくると色収差が増大しシャープな像を得られる波長域が狭くなるため、口径1メートル（以降m）級の大型望遠鏡では補正板を2枚構成の色消しにしてあるものもある。
望遠鏡という言葉には「接眼レンズを通じて観察する」という印象があり、これは写真撮影専用であるシュミット式の実情には合わず「シュミットカメラ」と呼ばれることも多いが、天文学者は「シュミット式望遠鏡」と呼ぶ。

## 発明
通常のカセグレン式望遠鏡では主鏡は放物面、副鏡は双曲面と2枚の非球面鏡を研磨する必要があるが、右手のないベルンハルト・シュミットは左手だけで扱えない主鏡を単純な研磨方式とするため、主鏡を球面、副鏡を4次以上の項を含む高次双曲面とする方式に設計を変更して、1905年にポツダム天体物理天文台に口径40センチメートル（以降cm）のカセグレン式望遠鏡を製作した。これを使って観測した天文学者はこのことに誰一人として気がつかなかったという。このような球面主鏡のカセグレン式望遠鏡を何台か製作して成功したシュミットは、「非球面は移転することができる」という確信を得た。球面収差を除去するには「光路長一定の条件」を満たす必要があるが、これを理論でなく研磨経験から知ったのである。さらにシュミットは左手だけで扱える軽い平行平面板を研磨して非球面とし主鏡の前に入れる方式とし、これには透過面であるため要求される精度が低くなる利点もあったが、光線が補正板を往復して通過するためレンズコーティングの技術がなかった当時20%の減光になってしまった。
そこでシュミットは次に補正板をずっと前に出し、球面主鏡の曲率中心に置いてみたところ、焦点面が球面になるとともに広い視野にわたりコマ収差も消えることが分かったので、『明るい、コマのない反射鏡系』という論文を1932年ハンブルク天文台報告（Mitteilungen der Hamburger Sternwarte in Bergedolf ）で発表した。これが後のシュミット式望遠鏡に関する世界最初の論文である。
1935年にユルィヨ・バイサラはシュミット式望遠鏡の優秀性を説く『トゥルク大学天文台のアナスチグマート反射望遠鏡』という報告をA.N.254に発表、これでシュミット式望遠鏡は国外に有力な支持者を得た。ユルィヨ・バイサラはこの後像面湾曲の低減を企図しライトシュミット式望遠鏡を開発した。

## 代表的なシュミット式望遠鏡
- カール・シュヴァルツシルト天文台、134cm（1960年完成） - 有効口径134cm、F3、主鏡径φ200cm、焦点距離400cm[6]。シュミット式望遠鏡では世界最大[6]。ドイツ民主共和国（東ドイツ）タウテンブルクのカール・シュヴァルツシルト天文台（Karl Schwarzschild Observatory ）にあって、1988年当時は50cm×50cmの大型写真乾板を使用してBTA-6に観測目標を提供していた[6]。焦点距離21mF10.5のカセグレン式望遠鏡、焦点距離92mF46のクーデ式望遠鏡としても使用でき、対物プリズムも装着できる[6]。カセグレン式、クーデ式の副鏡は双曲面に近い高次非球面で、ベルンハルト・シュミットが若い頃に製作していた球面主鏡のカセグレン式望遠鏡そのものである[6]。カール・ツァイス製[6]。
- サミュエル・オシン望遠鏡（1949年完成） - パロマー天文台にある[6]。有効口径126cm、F2.4[6]。シュミット式望遠鏡として世界第2位[6]。
- UKシュミット式望遠鏡（UK Schmidt Telescope ） - オーストラリアのサイディング・スプリング天文台にある[6]。有効口径124cm、F2.5[6]。シュミット式望遠鏡として世界第3位[6]。
- 105cmシュミット望遠鏡（1974年完成） - 東京大学木曽観測所にある。有効口径105cm、F3.1[6]。シュミット式望遠鏡として世界第4位、日本最大[6]。日本光学工業（現ニコン）製。
- 100/135/300cmシュミットカメラ（1964年完成） - スウェーデンのウプサラ大学、ウプサラ天文台クビスタベリ観測所にある[6]。有効口径100cm、F3、主鏡直径φ135cm、焦点距離300cm[6]。建設当時はシュミット式望遠鏡として世界第3位の大きさ、1988年当時で第5位。主鏡材はピルキントン製の厚さ23cmの低膨脹硼珪ガラス、主鏡重量は650キログラム。補正板材はショット製BK7で、直径101cm、厚さ3.2cm、F線に対し球面収差0になるよう設計されている[6]。研磨は主鏡・補正板ともトゥルク大学のユルィヨ・バイサラとリイシ・オテルマが担当した[6]。UBK7ガラスで製作した口径80cm、頂角7度の対物プリズムも脱着可能[6]。晴天日数が少なく夏は白夜になる悪条件にもかかわらず1973年に『ニュージェネラルカタログ』（NGC）にない微光銀河の目録『ウプサラ銀河カタログ』（UGC）を作成した[6]。

アマチュア用としては日本特殊光学が有効口径16cm、F2.5、主鏡直径18cm、焦点距離400mmのNTP-16Bを販売していた。またセレストロンもアマチュア向けに数種販売していた。

## ギャラリー
- 上で説明した、世界最大のシュミット式望遠鏡である、カール・シュヴァルツシルト天文台（Karl Schwarzschild Observatory）のシュミット式望遠鏡。
- デンマークにあるブロルフェルド天文台の77cmシュミット式望遠鏡。1966年から使われ、もともとは写真フィルムを使っていたが、その後に2048x2048ピクセルのCCDに置き換えられた。この天文台はもともとはコペンハーゲン大学天文台が運用していたが、現在はアマチュアによる運用であり、この写真は、天文台の見学者たち（左下）のために右下の人物が、かつて使用していた写真フィルムの箱（かつて望遠鏡内の焦点位置に配置したもの）を見せつつ説明しているところ。